# Colección completa de Crónicas de Rusia
La Colección completa de Crónicas de Rusia (en ruso: Полное собрание русских летописей, romanizado: Pólnoe Sobránie Rússkij Létopisey, abbr. PSRL)  es una serie de volúmenes que recogen todos los manuscritos medievales de las crónicas del Rus de Kiev y de otros estados eslavos orientales, con varias ediciones publicadas en la Rusia Imperial, la Unión Soviética, y en la actual Rusia. El proyecto está en curso y está lejos de haber terminado. 
Las crónicas fueron reunidas por la Expedición Arqueológica de la Academia Rusa de Ciencias (comenzando en 1828). Fueron preparados para su publicación por la Comisión Arqueológica, establecida en 1834 como parte del Ministerio de la Ilustración Nacional. Los primeros volúmenes fueron publicados por un editor "Typography of Edward Prats". La comisión fue encargada de publicar la colección el 18 de febrero de 1837.
Los primeros diez volúmenes aparecieron entre 1841 y 1863. Se han presentado nuevos volúmenes por partes a lo largo del siglo XX y principios del XXI. Algunos de los volúmenes anteriores también han sido reimpresos, especialmente después de 1997.

## Lista de volúmenes publicados

### Tipografía de Edward Prats
- Volumen 1. Laurentian and Trinitarian Codices. San Petersburgo, 1846
- Volumen 2. Hypatian Codex. San Petersburgo, 1843 (included also Hustynian Chronicle)
- Volumen 3. Novgorodian Codex. San Petersburgo, 1841
- Volumen 4. Chronicles of Novgorod and Pskov. San Petersburgo, 1848
- Volumen 5. Chronicles of Pskov and Sophia. San Petersburgo, 1851
- Volumen 6. Sofia Chronicle. San Petersburgo, 1853
- Volumen 7. Chronicle of Resurrection List. San Petersburgo, 1856
- Volumen 8. Continuation of the Resurrection List Chronicle. San Petersburgo, 1859
- Volumen 9. Chronicles collection named as Patriarchal or Nikon Chronicle. San Petersburgog, 1862
- Número de índices (1868-1907)

En 1871-72, los dos primeros volúmenes se volvieron a publicar como las segundas ediciones.